# Associació Valenciana d'Empresaris
L'Associació Valenciana d'Empresaris (AVE) és una organització empresarial valenciana creada el 1981 per empresaris destacats del País Valencià. Actualment aglutina a uns 90 socis i ha esdevingut un lobby econòmic que ha guanyat influència en els darrers anys.

## Història[2]
Fundada el 1981 després d'una reunió en un restaurant del Club de Tennis de València promoguda per l'empresari Silvino Navarro i en la qual es convocaren destacats empresaris com José María Jiménez de la Iglesia, després president de la CEV; Ramón Cerdà, empresari del món del moble; Josep Maria Simó Nogués, president de la Caixa d'Estalvis de València quan va esdevenir Bancaixa; Joaquín Sáez Merino, del sector tèxtil; i Luis Espinosa.
En una primera etapa, l'associació es mostra força crítica a la Generalitat Valenciana, aleshores governada pel socialista Joan Lerma, tot i que alguns empresaris no secundaren aquest to crític (com Simó i Nogués o Ramón Cerdà, que presidiria la Fira de València entre 1984 i 1996). Entre el sector d'empresaris crítics destacà Pedro Agramunt que anys després presidí el Partit Popular de la Comunitat Valenciana.
El 1988 l'empresari del sector avícola Federico Félix comença la seua presidència que finalitzarà quinze anys més tard, el 2003. Durant aquest temps, l'AVE reobri una etapa amb forta incidència política, així el seu president Federico Félix va donar suport a la signatura del pacte entre el Partit Popular i Unió Valenciana per tal de proclamar Eduardo Zaplana president de la Generalitat Valenciana el 1995. El pacte, anomenat "del Pollastre" en al·lusió a l'activitat empresarial de Fèlix, que va acollir al seu despatx personal les negociacions entre ambdós partits.
La presidència de Federico Félix estigué marcada també per la defensa i promoció de les infraestructures de transport necessàries per al País Valencià pel que es creà la Fundació Pro-AVE per reivindicar la construcció del Tren d'Alta Velocitat entre Madrid i València (Vegeu "LAV Madrid - Castella-la Manxa - País Valencià - Regió de Múrcia"), així com el Corredor Mediterrani d'Infraestructures.
El 2003 prengué el relleu Francisco Pons que abandonà l'accentuat caire polític del seu antecessor per tal d'adoptar un caire més conciliador i moderat en les seues reivindicacions, ressituant l'associació sense abandonar les tradicionals demandes en matèria d'infraestructures de comunicació. Així es normalitzen i consoliden les relacions amb les associacions empresarials de Catalunya com a socis prioritari, institucionalitzant junt a l'associació catalana Cercle d'Economia una trobada anual d'empresaris valencians i catalans que ve celebrant-se des del 2005.
El 28 de gener de 2011 pren el càrrec com a nou president d'AVE Vicent Boluda Fos, empresari naval i expresident del Reial Madrid. Amb Vicent Boluda al càrrec, AVE continuà pressionant per demanar la millora de les inversions al Corredor Mediterrani.

## Presidents d'AVE
- Silvino Navarro Vidal (1981-1984)
- Pedro Agramunt Font de Mora (1984-1986)
- Leonardo Ramón Sales (1986-1987)
- Julio Genovés (1987-1988)
- Federico Félix Real (1988-2003)
- Francisco Pons Alcoy (2003-2011)
- Vicente Boluda Fos (2011-)